# Simulium parimaensis
Simulium parimaensis es una especie de insecto del género Simulium, familia Simuliidae, orden Diptera.
Fue descrita científicamente por Perez, Yarzabal & Takaoka, 1986.